# Pontypridd
Pontypridd, ofta förkortat Ponty, är en stad (principal town) och community i kommunen (principal area) Rhondda Cynon Taf i södra Wales. Orten ligger i grevskapet Mid Glamorgan.
Vid folkräkningen 2011 uppgick befolkningen i tätorten, som även inkluderar del av Taffs Well community, 30 457 invånare och communityn, som även omfattar omkringliggande landsbygd, 32 694 invånare.
Pontypridd ligger i floden Taffs (kymriska: Taf) smala dalgång, 19 km norr om Cardiff där floden Rhondda utmynnar i Taff. Namnet kommer av kymriska 'Pont-y-tŷ-pridd' som betyder 'bron vid jordhuset'. En stenbro över floden Taff byggdes 1756 av William Edwards. Den var då den längsta valvbron i Storbritannien med ett bågvalv om 43 m och höjden 11 m över vattenytan (först 1831 tillkom en längre valvbro med London Bridge över Themsen). Bron var emellertid brant och svår att ta sig över med häst och vagn. Efter denna bro kallades orten Newbridge, ett namn som användes fram till 1860-talet. Bron kom senare att kallas Old Bridge eftersom en ny stod klar 1857.

## Kolindustrin
Området var ett stort kolgruvedistrikt och i Pontypridd fanns ett stort antal gruvor. Vid Pontypridd sammanstrålade transporterna längs dalarna söderut mot Cardiff. Även järn från Merthyr Tydfil transporterades. För transporterna byggdes Glamorgan Canal och Taff Vale Railway. Järnvägens placering i den smala dalgången ledde till att stationen fick en långsträckt utformning och den sägs ha haft världens längsta plattform. En annan industri i Pontypridd var tillverkaren av ankarkätting Brown Lenox.

## Bildgalleri

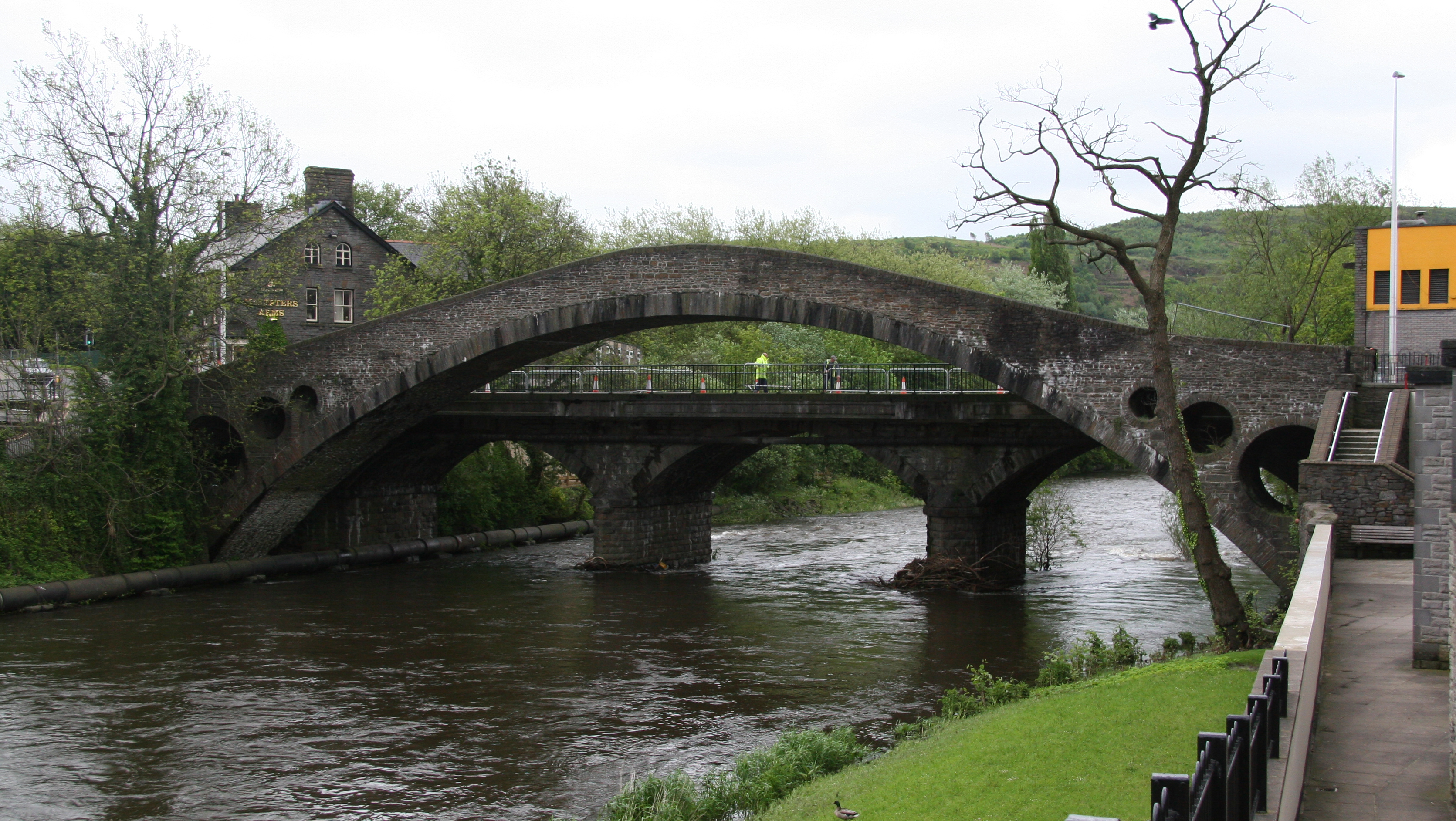
Old Bridge från 1756.
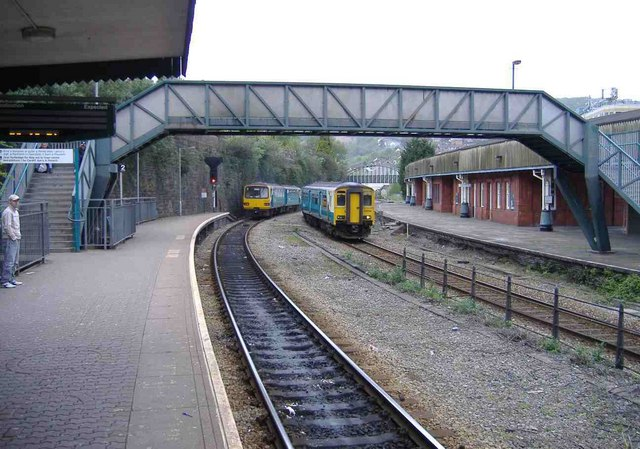
Pontypridds järnvägsstation